# Hesperhodos
Hesperhodos là một chi thực vật có hoa trong họ Hoa hồng.